# Jessica Harmsen (personage)
Jessica Harmsen is een personage uit de Nederlandse soapserie Goede tijden, slechte tijden. De rol wordt gespeeld door actrice Katja Schuurman. Tussen 11 en 24 november 1994 speelde ze een gastrol. Vanwege de populariteit van Schuurman keerde het personage op 7 februari 1995 weer terug in de soap. Ditmaal ging het om een vaste rol. In augustus 1998 verliet Schuurman enkele weken de set. Schuurman wilde de serie toen al verlaten, maar de schrijvers hadden nog één grote verhaallijn voor haar die ze graag nog wilden opnemen. Schuurman ging overstag. Deze verhaallijn was van groot belang bij het vertrek van acteurs Cas Jansen en Jimmy Geduld.

## Verhaallijnen
Jessica komt naar Meerdijk om bij haar oom Govert in te trekken. Er is echter een probleem, Arthur Peters woont ook bij Govert in huis. Hoewel Jessica in eerste instantie niets van Arthur wil weten krijgt ze langzamerhand toch gevoelens voor hem. De twee krijgen een korte relatie, maar Arthur vindt het toch niet echt werken. Jessica is echter boos en zorgt ervoor dat Arthur door Govert uit huis wordt gestuurd.
Ondertussen heeft Jessica een baantje gekregen bij AA&F als receptioniste en heeft hierdoor het baantje van Marieke Vollaards gestolen. Jessica doet haar werk erg goed en wordt dan meerdere keren versierd door Remco Terhorst. Jessica wil echter geen relatie met een collega en wijst Remco keer op keer af. Remco besluit het op een ander manier aan te pakken door kostbare oorbellen uit de kluis van AA&F te "lenen". Jessica mag de oorbellen om tijdens een premièreavond, maar Jessica raakt ze kwijt. Hierdoor ontstaat een heuse strijd binnen de familie Alberts, want Arnie Alberts wordt verantwoordelijk gehouden voor het verdwijnen van de sieraden en Remco's zusje Dian Alberts ontdekt hoe de vork in de steel zit en chanteert haar broer. Het is dan ook Jessica die uiteindelijk de waarheid opbiecht.
Jessica krijgt dan door Ludo Sanders een baan aangeboden die Jessica moeilijk kan weigeren. Jessica krijgt gevoelens voor Ludo en belandt meerdere keren met Ludo in bed. De twee beginnen een relatie, maar Jessica blijkt dan langzamerhand verliefd te worden op Julian Verduyn. Ludo kan dit maar moeilijk verkroppen en als Jessica dan ook nog eens per ongeluk een kostbaar beeldhouwwerk vernielt is voor Ludo de maat vol. Ludo sluit Jessica op in paardenstallen van zijn riante landhuis en houdt haar dagenlang gevangen. Uiteindelijk weet Julian Jessica te bevrijden.
Jessica en Julian biechten dan aan elkaar op dat ze verliefd zijn op elkaar, en omdat Jessica iets ouder is dan de 17-jarige Julian wil zij in eerste instantie een geheime relatie. Als dan toch alles uitkomt heeft Jessica er schijt aan en de twee gaan samen wonen. Hun woonruimte is echter een hel, want hun huurbaas blijkt een huisjesmelker te zijn. Julian en Jessica weten met behulp van Arthur het probleem op te lossen en weten zo hun huurbaas te slim af te zijn. Uiteindelijk beginnen Julian en Jessica samen een eigen cateringbedrijfje. Het loopt in begin erg goed, maar door de financiële druk is hun bedrijf geen lang leven beschoren.
Julian en Jessica hebben dan al veel samen beleefd en niets lijkt hen te stoppen. Alleen door de komst van de illegale Alexandra komt er één probleem. Alexandra wil graag een verblijfsvergunning en krijgt die door met Robert Alberts, de pleegvader van Julian, te trouwen. Hij is echter op zijn beurt nog getrouwd met Laura Selmhorst en de scheidingsprocedure kan nog maanden duren. Dan besluit Julian de heldhaftige daad te willen doen. Dit om Alexandra een toekomst te bieden. Jessica vindt het in begin allemaal nog wel grappig, maar tijdens de huwelijksceremonie wordt het Jessica allemaal te veel en besluit naar Parijs te vertrekken.
Jessica keert weken later terug. Ze hoort dat Alexandra op haar bruiloft is doodgeschoten door haar voormalige pooier, en Julian denkt dat Jessica voor hem is teruggekomen. Niets is minder waar, want Jessica is inmiddels verloofd met Riche Eduards. Maar eenmaal thuis krijgt Jessica last van hartritmestoornissen. Na onderzoek blijkt Jessica ten gevolge van een schorpioensteek cardiomyopathie heeft opgelopen. De enige manier om verder te kunnen leven blijkt een harttransplantatie te zijn. Uiteindelijk krijgt Jessica het hart van Arthur, die verongelukt is, maar is verscheurd door verdriet als ze hoort dat Arthur overleden is. Jessica realiseert zich door de dood van Arthur dat het leven zo maar ineens voorbij kan zijn. Ze besluit haar gevoel te volgen en Riche aan de kant te zetten. Niet veel later verklaart Jessica de liefde aan Julian, die echter net op punt staat te vertrekken naar het buitenland. Jessica besluit dan ook alle ellende achter zich te laten en vertrekt, samen met Julian, op de motor naar het buitenland.
In 2019 keert Julian terug naar Meerdijk en vertelt dat hij inmiddels al bijna twintig jaar samen is met z'n huidige vrouw Saskia Verduyn. Hoe het Jessica verder is vergaan blijft voor de kijkers onbekend.  
Volgens Julian was hun verkering kort nadat hun motoravontuur begon, uit gegaan, en is Jessica uiteindelijk getrouwd met een Fransman uit Parijs. 
Ruim vijfentwintig jaar later keerde Jessica, in januari 2025, terug naar Meerdijk, nadat ze heeft vernomen dat haar oude jeugdliefde Julian naar haar op zoek is. Wanneer ze na al die jaren weer oog in oog met Julian komt te staan springt de vonk meteen weer over en gaan de twee meermaals met elkaar naar bed, ondanks Jessica al een man heeft. Later komt de echte reden van Jessica haar terugkeer naar boven; toen Julian haar jaren geleden verliet was ze zwanger van hem en ze wil hem vertellen over dat Bizou Pascal hun dochter is. Hierna vertrekt Jessica zonder haar dochter terug naar Parijs.

## Trivia
- Twee jaar na het vertrek van Jessica en Julian op de motor, speelde Cas Jansen en Katja Schuurman samen in All Stars. In de aflevering De geur van kampioenen rijden ze wederom samen op een motor. Dit keer met Schuurman aan het stuur en Jansen achterop.[4]